# Jaap Valken

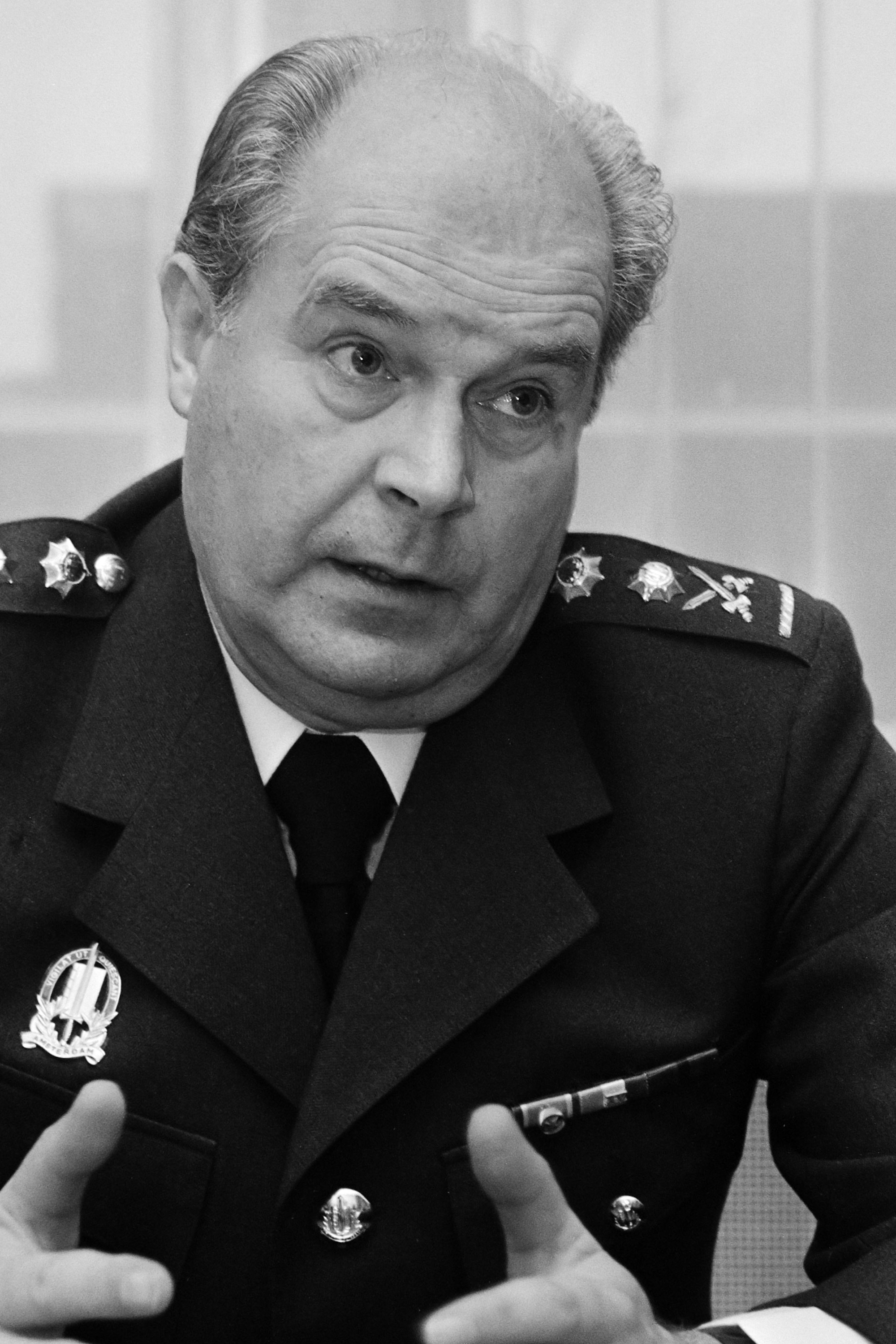
Jaap Valken (1983)

Jacob (Jaap) Valken (Rotterdam, 4 maart 1926 – Amstelveen, 11 november 2018) was een Nederlands politiefunctionaris. Van 1980 tot 1987 was hij in de rang van hoofdcommissaris korpschef van de Gemeentepolitie Amsterdam.
Valkens vader Gerard was politiecommissaris in Rotterdam en werd in 1945 hoofdcommissaris in Den Haag, waar hij onder andere Anton Mussert arresteerde. Na de HBS-B begon Jaap Valken in 1946 zijn carrière bij de politie van Amsterdam als adjunct-inspecteur en twee jaar later volgde zijn benoeming tot inspecteur. Bij de Amsterdamse politie klom hij op via de uniformdienst en de recherche tot chef van de bereden politie en later chef van de recherche en commandant van de mobiele eenheid. Na het ontslag van hoofdcommissaris H.J. van der Molen in 1966 werden de hoofdinspecteurs K. Heyink, A.M. Koppejan en J. Valken als trio verantwoordelijk voor de openbare orde in een periode met veel provo-rellen en anti-Amerikaanse demonstraties tegen de Vietnamoorlog. Toen de politie in juli 1966 demonstranten tegen de oorlog in Vietnam met vrachtwagens 'deporteerde' naar de polders buiten Amsterdam waarna hen niets anders overbleef dan naar de stad terug te lopen, zorgde deze methode-Koppejan voor veel kritiek.
Valken heeft enkele jaren als korpschef leiding gegeven aan de politie in Gouda en later Enschede voor hij op 1 juli 1980 terugkeerde naar de Amsterdamse politie waar hij de met pensioen gaande Theo Sanders opvolgde als korpschef in de rang van hoofdcommissaris. Eerder dat jaar speelden in Amsterdam de krakersrellen zoals bij de ontruiming in de Vondelstraat waarbij tanks waren ingezet en het kroningsoproer rond de inhuldiging van Beatrix. Soortgelijke problemen met de krakersbeweging zouden de jaren erop terugkomen zoals bij de ontruiming van kraakpanden aan de Prins Hendrikkade, Weteringschans (De Grote Wetering) en de Prinsengracht.
Hij overleed in 2018 op 92-jarige leeftijd in zijn woonplaats Amstelveen.